# Дума про Британку
«Ду́ма про Британку» (рос. «Дума о Британке») — радянський художній фільм 1969 року режисерів Ігоря Вєтрова та Миколи Вінграновського за мотивами однойменної п'єси Юрія Яновського. Прем'єра фільму відбулася у лютому 1970 року.

## Сюжет
Фільм розповідає про жорстоку класову боротьбу в роки громадянської війни в селах півдня України.

## Акторський склад
- Віктор Мірошниченко — Мамай
- Микола Олялін — Андрій Середенко
- Костянтин Степанков — комісар
- Микола Вінграновський — Несвятипаска
- Анатолій Бобровський
- Костянтин Єршов
- Василь Фущич — Гриша
- Вітольд Янпавліс — Романовський
- Василь Ілляшенко
- Віктор Поліщук — старий Середенко
- Наталія Медвєдєва
- Маргарита Пресич — Юлька
- Катерина Литвиненко — епізод
- Іван Твердохліб — епізод
- А. Вєтрова — епізод
- Ярослав Геляс — епізод
- Надія Доценко — епізод
- Григорій Заславець — епізод
- Йосип Найдук — епізод
- Генріх Осташевський — епізод
- Іван Симоненко — епізод

## Знімальна група
- Режисери: Ігор Вєтров, Микола Вінграновський
- Сценарист: Юрій Пархоменко
- Оператор: Володимир Давидов
- Композитор: Платон Майборода
- Художник: Анатолій Добролежа, Володимир Цирлін
- Звукорежисер: Георгій Парахников